# Associação Internacional de Geologia de Engenharia e Ambiental
A International Association for Engineering Geology and the Environment (IAEG) ou, em português, Associação Internacional de Geologia de Engenharia e Ambiental, foi fundada em 1964 e conta com 5200 membros.
Os principais objetivos e propósitos da associação são:
- promover o desenvolvimento da Geologia de Engenharia,
- melhorar a qualidade da formação em Geologia de Engenharia,
- divulgar os resultados das actividades desenvolvidas no domínio da Geologia de Engenharia.